# Brachiacantha uteella
Brachiacantha uteella är en skalbaggsart som beskrevs av Thomas Casey 1908. Brachiacantha uteella ingår i släktet Brachiacantha och familjen nyckelpigor. Inga underarter finns listade i Catalogue of Life.